# المدعي (حجة)

تعديل مصدري - تعديل

المدعي هي إحدى قرى عزلة الغزي بمديرية حجة التابعة لمحافظة حجة، بلغ تعداد سكانها 286 نسمة حسب تعداد اليمن لعام 2004.